# Манасаул
Манасаул (кум. Манасаул) — село в Буйнакском районе Дагестана. Административный центр сельского поселения «Сельсовет „Манасаульский“».

## Географическое положение
Расположен в 10 км к юго-западу от районного центра города Буйнакск, на левом берегу реки Акпеозень.

## Население
| 1888 | 1895 | 1926 | 1939 | 1970 | 1989 | 2002 |
| ---- | ---- | ---- | ---- | ---- | ---- | ---- |
| 222  | ↗269 | ↗496 | →496 | ↘459 | ↗494 | ↗625 |
| 2010 | 2021 |      |      |      |      |      |
| ↗629 | ↗967 |      |      |      |      |      |